# Vito Rosaspina
«Rosaspina ha incarnato, anche fisicamente, l'amore per la Politica e per il Partito di cui fino alla fine si è preoccupato.
Ha mantenuto sempre vivi i contatti coi territori e i compagni, promuovendo infaticabilmente la crescita di nuove leve di militanti per non far spegnere la fiammella del Socialismo.
E' stato un  grande uomo. E' stato un grande socialista.
Ci lascia un vuoto incolmabile e con la sua scomparsa il Socialismo perde uno dei testimoni più convinti e battaglieri.»
(Federazione Provinciale del PSI di Pesaro-Urbino, 3 agosto 2018)

Vito Rosaspina (Piandimeleto, 13 marzo 1923 – Pesaro, 3 agosto 2018) è stato un politico e partigiano italiano.
Sindaco di Piandimeleto nel 1945, entrò nel consiglio della Provincia di Pesaro e Urbino nel 1952, fu Assessore alla Sanità e segretario provinciale del Psi. È stato consigliere della Regione Marche dal 1970 al 1975 ed Assessore alle Finanze dal 1972 al 1975. È stato Presidente della Provincia di Pesaro e Urbino dal 1980 al 1993.

## Biografia
Dopo gli anni del Liceo, durante la Seconda Guerra mondiale aderisce al Partito Socialista e partecipa diciannovenne alla guerra partigiana contro l'occupazione nazista. Con l'arrivo degli Alleati viene nominato Sindaco di Piandimeleto nel 1945. Continua, tuttavia, gli studi universitari laureandosi in Veterinaria.

### Carriera politica
La passione politica lo richiamò in servizio e così alle elezioni amministrative del 1951 venne eletto Consigliere della Provincia di Pesaro e Urbino per il PSI e quindi nominato Assessore provinciale alla Sanità dal Presidente Wolframo Pierangeli.
Negli anni del Frontismo fu un convinto assertore della necessità di collaborazione tra Socialisti e Comunisti per poi ricredersi dopo i Fatti d'Ungheria. Sostenne convintamente, infatti, la creazione del PSU, frutto dell'Unificazione socialista del 1963, di cui divenne Segretario Provinciale nel 1966. Nel frattempo continuava la sua carriera professionale diventando Veterinario Capo del Comune di Fano.
Nel 1970, alle prime elezioni regionali, venne eletto Consigliere e quindi nominato Assessore alle Finanze. Nel 1980 successe a Salvatore Vergari alla Presidenza della Provincia di Pesaro e Urbino che resse sino al 1993.
Nel 1998 la Biblioteca comunale Ubaldiana di Piandimeleto ha iniziato la raccolta e la catalogazione del fondo librario legato alla sua biblioteca privata, costituito da 573 volumi di storia, arte e di storia del Partito Socialista Italiano.
Muore all'età di 95 anni nell'agosto del 2018.